# Cyclopogon organensis
Cyclopogon organensis là một loài thực vật có hoa trong họ Lan. Loài này được (Pabst) Szlach. & Rutk. mô tả khoa học đầu tiên năm 2008.